# ジョージ・ポーター
ラドナムのポーター男爵ジョージ・ポーター（George Porter, Baron Porter of Luddenham, 1920年12月6日 - 2002年8月31日）は、イギリスの化学者。1967年にノーベル化学賞を受賞した。

## 生涯
ヨークシャー・ステインフォース生まれ。リーズ大学で1941年に化学の学士号を取得し、同年から1945年までは第二次世界大戦でイギリス予備隊に所属した。1949年からケンブリッジ大学エマニュエル・カレッジでロナルド・ノーリッシュの下で研究を開始、これが後にノーベル賞受賞に繋がる業績となった。
1960年には王立協会のフェローとなり、イギリス王室は1972年にナイトに叙勲し、以後「サー・ジョージ」と尊称されることになった。1985年から1990年まで王立協会の会長職を務め、退任時に一代貴族として男爵位を授けられ、ケント州の地名から「ラドナムのポーター男爵」（Baron Porter of Luddenham）の称号を得た。
ポーターはまた、公衆の科学理解 (public understanding of science) を啓蒙・普及させる活動にも大きく貢献した。1985年に英国科学発展協会 (British Association) 会長に就任し、またCommittee on the Public Understanding of Science（COPUS）の委員長も兼任した。講演も積極的にこなし、1978年オックスフォード大学ロマンネス・レクチャーの「Science and the human purpose」、1988年BBC放送リチャード・ディンブルビー・レクチャーの「Knowledge itself is power」、1989年日本で行われた「21世紀の君たちへ‐ノーベル賞受賞者日本フォーラム‐」講演、1990年から1993年にかけてグレシャム・カレッジでの天文学に関する講演などがある。
1984年から1995年にかけてポーターはレスター大学の学長を務めた。同大学は敬意を表し、化学棟の名を「ジョージ・ポーター・ビル」と名づけた。

## 業績
ポーター自身の研究は、活性で短寿命の分子種がラジカルであることを証明する情報をも含んでいた、「光反応解析」技術の開発がある。後に彼の研究は、植物の光合成における光化学反応の詳細を調査する技術として活用された。これは特に水素をエネルギーとして用いる研究分野で大いに利用され、ポーター自身も強く推奨した。

## 受賞歴
- 1955年 コーディー・モーガン賞
- 1962年 レムセン賞
- 1967年 ノーベル化学賞（マンフレート・アイゲン、ロナルド・ノーリッシュと共に）
- 1969年 リバーシッジ賞
- 1971年 デイヴィー・メダル[1]
- 1976年 カリンガ賞
- 1977年 ベーカリアン・メダル[1]
- 1978年 ランフォード・メダル[1]
- 1991年 マイケル・ファラデー賞[1]
- 1992年 コプリ・メダル[1]